# Maximum transmission unit
Pour les articles homonymes, voir MTU.
 (décembre 2016).
Si vous disposez d'ouvrages ou d'articles de référence ou si vous connaissez des sites web de qualité traitant du thème abordé ici, merci de compléter l'article en donnant les références utiles à sa vérifiabilité et en les liant à la section « Notes et références ».
Lors d'une transmission de données informatiques, la maximum transmission unit (MTU) est la taille maximale d'un paquet pouvant être transmis en une seule fois (sans fragmentation) sur une interface.
Le path MTU désigne la taille maximale entre une machine source et une machine destination. Il est égal au plus petit MTU des interfaces via lesquelles le paquet est transmis.

## MTU dans les réseaux IP
Le path MTU peut varier dans le temps, à la suite d'un reroutage par exemple. Il peut également être asymétrique.
Le MTU sert de base pour l'annonce de la Maximum Segment Size (MSS) dans l'établissement d'une connexion TCP.
Le mécanisme de découverte de la taille maximale (en octets) du paquet pouvant être transmis en une seule fois sur le chemin de l'émetteur au récepteur, par exemple du navigateur web au serveur web, s’appelle Path MTU discovery (PMTUd).
Pour mesurer cette taille sous Linux, on peut utiliser la commande « tracepath <destination> » où <destination> correspond au serveur distant.
Pour un réseau IP, la taille inclut l'en-tête IP et les données IP ; elle n'inclut aucun en-tête d'un niveau inférieur à IP (RFC 1191).
Le Path MTU est réduit quand on a recours à des tunnels ou des formes d'encapsulation des paquets IP.

## Exemple de valeur de MTU selon le type de réseau
- IPv4 : le MTU minimal est de 68 octets[3]
- IPv6 : le MTU minimal par défaut vaut 1 280 octets

- sur Ethernet : 
  - MTU = 1 500 octets par défaut.
  - MTU = 1500 à 9000 octets avec Jumbo frame.
- sur PPPoE : MTU = 1 492 octets.
- sur ADSL ou ATM25 : MTU = 1 468 octets.
- sur ADSL en Wi-Fi MTU = 1 468 octets.
- sur Token Ring, le MTU est de 4 500 octets.
- sur Frame Relay le MTU est de 1 564 octets.

Basé sur une MTU de 1 500 octets pour PPP selon la RFC 3070.
- Overlay Transport Virtualization (en) ajoute 42 octets à une trame ethernet, la MTU minimum recommandée est de 1 542 octets.